# Cubièra
Cubièra (en francès Cubières-sur-Cinoble) és una vila de la regió d'Occitània, departament de l'Aude, districte de Limós, cantó de Coisan, amb uns 70 habitants a 450 metres d'altitud. El terme té 1.500 hectàrees.
L'atracció de la vila és Minexpo, un petit museu de minerals (amb 2.000 exemplars de tot el món) i fòssils. A tres kilòmetres es troben les Gorges de Galamús amb l'ermita de Sant Antoni.
Cubièra fou una abadia (Cuperia) dedicada a Sant Pere que el 1073 va quedar unida a l'Abadia de Moissac.
A prop es troba el lloc de Balhesats?? o Bailessats (grafia a verificar) amb una església dedicada a la Verge Maria i un càmping.
Nascut a Cubièra fou el darrer perfecte dels càtars, Guillem de Belibasta.